# Drexel University
La Drexel University è un'università privata di ricerca di Filadelfia, in Pennsylvania (Stati Uniti d'America).

## Storia
La Drexel University venne fondata nel 1891 dal banchiere Anthony Joseph Drexel ed era inizialmente conosciuta come Drexel Institute of Art, Science and Industry. Originariamente, tale istituzione non era una vera e propria università, bensì un ente il cui scopo era quello di fornire opportunità educative a uomini e donne di ogni ceto sociale nell'ambito delle "arti e scienze pratiche". L'istituto cambiò nome in Drexel Institute of Technology nel 1936, mentre, nel 1970, venne rinominato Drexel University diventando un'università a tutti gli effetti. Nel 2002, la scuola assunse il controllo dell'ex MCP Hahnemann University (oggi conosciuta come Drexel University College of Medicine). Nel 2006, la Drexel University inaugurò Thomas R. Kline School of Law, mentre nel 2011 acquisì quella che oggi prende il nome di Academy of Natural Sciences. Oggi la Drexel University conta più di 24.000 studenti.